# Achille Emana
Achille Emana Edzimbi (Yaoundé, 5 juni 1982) is een Kameroens betaald voetballer die bij voorkeur op het middenveld speelt. Hij verruilde in 2008 Toulouse FC voor Real Betis. In 2003 debuteerde hij in het Kameroens voetbalelftal, waarvoor hij meer dan dertig interlands speelde.

## Clubcarrière
in de jeugd speelde hij in 1999 bij Babambi Douala, een club uit Douala in Kameroens. Van 1999 tot 2000 speelde hij bij de jeugd van het Spaanse Valencia, waarna hij een jaar voor de jeugd van Toulouse uitkwam. Van 2001 tot 2008 speelde hij in het eerste elftal van Toulouse dat inmiddels was gepromoveerd naar de hoogste Franse voetbalcompetitie. In totaal speelde hij 226 wedstrijden voor de Franse club waarin hij 28 keer scoorde. In juli 2008 maakte hij de overstap naar het Spaanse Real Betis Sevilla. Hij scoorde het eerste jaar bij zijn nieuwe club 11 keer maar kon niet voorkomen dat Sevilla aan het eind van het seizoen degradeerde.

## Nationale elftal
Emana maakte zijn debuut voor het nationale elftal van Kameroen in 2003 en kwam datzelfde jaar uit tijdens de Confederations Cup. In 2006 haalde hij met zijn land de kwartfinale van de African Cup of Nations 2006. Ook in 2008 kwam hij uit tijdens de African Cup of Nations en in 2010 speelde hij voor zijn land op het WK 2010.